# Жеод
«Жеод» (фр. La Géode) — кінотеатр формату IMAX в Парижі. Розташований на території парку Ла-Віллет в 19 паризькому окрузі і є частиною Містечка науки і техніки.

## Історія
Створений архітектором Адрієном Фансільбером (Adrien Fainsilber) та інженером Жераром Шаманом (Gérard Chamayou), «Жеод» було відкрито 6 травня 1985 року.
Після закриття подібного кінотеатру в кварталі Дефанс у 2001 році залишається єдиною спорудою такого роду в паризькому регіоні Іль-де-Франс, за винятком куполу Паризького палацу спорту (Palais des Sports de Paris). Хоча Жеод відкрився роком раніше, ніж Містечко науки і техніки, сьогодні він є його частиною.

## Будівля
«Жеод» — це окрема споруда, розташована за будівлею Музею науки та індустрії, що становить геодезичний купол діаметром 36 метрів, складений з 6433 сталевих дзеркальних трикутників. Спорудження та обладнання «Жеода» обійшлося французам у 130 мільйонів франків.

## Кінозал
Фільми проектуються у форматі IMAX на велетенському екрані напівсферичним діаметром 26 м і площею 1000 м ². Соноризацією займалося підприємство «Кабасс» (Cabasse), що встановила 12 джерел звуку, а також 4 гучномовця наднизьких частот («сабвуферів») на 55 см, всього обладнання на 21 000 ват звукової потужності.
Демонстровані фільми тривають приблизно одну годину. Місткість — 400 місць.